# Tennistoernooi van Nur-Sultan 2021
|                                              |  |                                      |
| Alison Van Uytvanck, winnares bij de vrouwen |  | Kwon Soon-woo, winnaar bij de mannen |

Het tennistoernooi van Nur-Sultan van 2021 werd van 20 september tot en met 2 oktober 2021 gespeeld op de hardcourtbinnenbanen van het National Tennis Center in Nur-Sultan, beter bekend als Astana, de hoofdstad van Kazachstan. De officiële naam van het toernooi was Astana Open.
Het toernooi bestond uit twee delen:
- ATP-toernooi van Nur-Sultan 2021, het toernooi voor de mannen (20–26 september)
- WTA-toernooi van Nur-Sultan 2021, het toernooi voor de vrouwen (27 september–2 oktober)

## Toernooikalender
| ATP              | september 2021 | september 2021 | september 2021 | september 2021 | september 2021 | september 2021 | september 2021 | september 2021 | september 2021 |
| ATP              | maa 20         | din 21         | woe 22         | woe 22         | don 23         | don 23         | vrĳ 24         | zat 25         | zon 26         |
| ---------------- | -------------- | -------------- | -------------- | -------------- | -------------- | -------------- | -------------- | -------------- | -------------- |
| mannenenkelspel  | 1e ronde       | 1e ronde       | 1e ronde       | 2e ronde       | 2e ronde       | 2e ronde       | kwartfinale    | halve finale   | finale         |
| mannendubbelspel |                | 1e ronde       | 1e ronde       | 1e ronde       | 1e ronde       | 2e ronde       | 2e ronde       | halve finale   | finale         |

| WTA               | september 2021 | september 2021 | september 2021 | september 2021 | oktober 2021 | oktober 2021 |
| WTA               | maa 27         | din 28         | woe 29         | don 30         | vrĳ 1        | zat 2        |
| ----------------- | -------------- | -------------- | -------------- | -------------- | ------------ | ------------ |
| vrouwenenkelspel  | 1e ronde       | 1e ronde       | 2e ronde       | kwartfinale    | halve finale | finale       |
| vrouwendubbelspel | 1e ronde       | 1e ronde       | 1e ronde       | 2e ronde       | halve finale | finale       |

Navigatie
- Navigatie tennistoernooi van Nur-Sultan